# MKB-10 Poglavje VII: Bolezni očesa in adneksov
| Mednarodna klasifikacija bolezni in sorodnih zdravstvenih problemov 10. popravljena izdaja | Mednarodna klasifikacija bolezni in sorodnih zdravstvenih problemov 10. popravljena izdaja | Mednarodna klasifikacija bolezni in sorodnih zdravstvenih problemov 10. popravljena izdaja     |
| Poglavje                                                                                   | Kategorije                                                                                 | Naslov                                                                                         |
| ------------------------------------------------------------------------------------------ | ------------------------------------------------------------------------------------------ | ---------------------------------------------------------------------------------------------- |
| I                                                                                          | A00-B99                                                                                    | Nekatere infekcijske in parazitske bolezni                                                     |
| II                                                                                         | C00-D48                                                                                    | Neoplazme                                                                                      |
| III                                                                                        | D50-D89                                                                                    | Bolezni krvi in krvotvornih organov in nekatere bolezni, pri katerih je udeležen imunski odziv |
| IV                                                                                         | E00-E90                                                                                    | Endokrine, prehranske in presnovne bolezni                                                     |
| V                                                                                          | F00-F99                                                                                    | Duševne in vedenjske motnje                                                                    |
| VI                                                                                         | G00-G99                                                                                    | Bolezni živčevja                                                                               |
| VII                                                                                        | H00-H59                                                                                    | Bolezni očesa in adneksov                                                                      |
| VIII                                                                                       | H60-H95                                                                                    | Bolezni ušesa in mastoida                                                                      |
| IX                                                                                         | I00-I99                                                                                    | Bolezni obtočil                                                                                |
| X                                                                                          | J00-J99                                                                                    | Bolezni dihal                                                                                  |
| XI                                                                                         | K00-K93                                                                                    | Bolezni prebavil                                                                               |
| XII                                                                                        | L00-L99                                                                                    | Bolezni kože in podkožja                                                                       |
| XIII                                                                                       | M00-M99                                                                                    | Bolezni mišično-skeletnega sistema in vezivnega tkiva                                          |
| XIV                                                                                        | N00-N99                                                                                    | Bolezni sečil in spolovil                                                                      |
| XV                                                                                         | O00-O99                                                                                    | Nosečnost, porod in poporodno obdobje                                                          |
| XVI                                                                                        | P00-P96                                                                                    | Nekatera stanja, ki izvirajo v obporodnem obdobju                                              |
| XVII                                                                                       | Q00-Q99                                                                                    | Prirojene malformacije, deformacije in kromosomske nenormalnosti                               |
| XVIII                                                                                      | R00-R99                                                                                    | Simptomi, znaki in nenormalni klinični in laboratorijski izvidi, ki niso uvrščeni drugje       |
| XIX                                                                                        | S00-T98                                                                                    | Poškodbe, zastrupitve in nekatere druge posledice zunanjih vzrokov                             |
| XX                                                                                         | V01-Y98                                                                                    | Zunanji vzroki obolevnosti in umrljivosti                                                      |
| XXI                                                                                        | Z00-Z99                                                                                    | Dejavniki, ki vplivajo na zdravstveno stanje in na stik z zdravstveno službo                   |
| XXII                                                                                       | U00-U99                                                                                    | Kode za posebno uporabo                                                                        |

Mednarodno klasifikacijo bolezni in sorodnih zdravstvenih problemov 10-ta revizija (MKB-10) objavlja Svetovna zdravstvena organizacija (WHO)..  Ta stran vsebuje MKB-10 Poglavje VII: Bolezni očesa in adneksov.

## H00-H59 - Bolezni očesa in adneksov

### (H00-H06) Okvare vek, solzil in očnice
- (H00) Hordeolum (ječmen) in halacij
  - (H00.0) Hordeolum (ječmen) in druge vrste globoko vnetje veke
  - (H00.1) Halacij
- (H01) Druge vrste vnetje veke
  - (H01.0) Blefaritis
  - (H01.1) Neinfektivne dermatoze veke

- (H02) Druge okvare veke
  - (H02.0) Entropij (uvih) in trihiaza veke
  - (H02.1) Enktopij (izvih) veke
  - (H02.2) Lagoftalmus
  - (H02.3) Blefarohalaza
  - (H02.4) Ptoza veke (povešenost)
  - (H02.5) Druge okvare, ki vplivajo na delovanje veke
    - Ankiloblefaron
    - Blefarofimoza
    - Retrakcija veke

  - (H02.6) Ksantelazma veke
  - (H02.7) Druge degenerativne okvare veke in predela okrog oči
    - Kloazma veke
    - Madaroza veke (izpod trepalnic)
    - Vitiligo veke

  - (H02.8) Druge opredeljene okvare veke
    - Hipertrihoza veke
    - Zaostali tujek v veki

- (H03) Okvare veke pri boleznih, uvrščenih drugje

- (H04) Okvare solzil
  - (H04.0) Dakrioadenitis
    - Kronično povečanje solzne žleze

  - (H04.1) Druge okvare solzne žleze
  - (H04.2) Epifora (solzenje)
  - (H04.3) Akutno in neopredeljeno vnetje solznih poti
    - Akutni, subakutni ali neopredeljen dakriocistitis
    - Akutni, subakutni ali neopredeljen dakriopericistitis
    - Akutni, subakutni ali neopredeljen lekrimalni kanalikulitis (vnetje solznih kanalčkov)

  - (H04.4) Kronično vnetje solznih poti
    - Kronični dakriocistitis

  - (H04.5) Stenoza in insufienca solznih poti
  - (H04.6) Druge spremembe v solznih poteh
    - Lakrimalna fistula

- (H05) Okvare očnice (orbite)
  - (H05.0) Akutno vnetje očnice
  - (H05.1) Kronične vnetne okvare očnice
    - Granulom očnice

  - (H05.2) Eksoftalmična stanja
    - Dislokacija zrkla (lateralna) BDO
    - Krvavitev v očnico
    - Edem očnice

  - (H05.3) Deformacija očnice
  - (H05.4) Enoftalmus
  - (H05.5) Zaostali tujek kot posledica penetrantne poškodbe očnice
    - Retrobulbarni tujek

  - (H05.8) Druge okvare očnice
    - Cista očnice

  - (H05.9) Okvara očnice, neopredeljena

- (H06) Okvare solzil in očnice pri boleznih, uvrščenih drugje

### (H10-H13) Okvare veznice
- (H10) Konjunktivitis
  - (H10.0 Mukopurulentni konjunktivitis
  - (H10.1 Akutni atopični konjunktivitis
  - (H10.2 Druge vrste akutni konjunktivitis
  - (H10.3 Akutni konjunktivitis, neopredeljen
  - (H10.4 Kronični konjunktivitis
  - (H10.5 Blefarokonjunktivitis
  - (H10.8 Druge vrste akutni konjunktivitis
  - (H10.9 Konjunktivitis, neopredeljen

- (H11) Druge okvare veznice
  - (H11.0) Pterigij
  - (H11.1) Veznične degeneracije in depoziti
  - (H11.2) Veznične brazgotine
    - Simblefaron

  - (H11.3) Veznične krvavitve
    - Krvavitev pod veznico (Subkonjunktivalna krvavitev, hiposfagma)

  - (H11.4) Druge žilne okvare veznice in ciste
  - (H11.8) Druge opredeljene okvare veznice
    - Psevdopterigij

  - (H11.9) Okvara veznice, neopredeljena

- (H13) Okvare veznice pri boleznih, uvrščenih drugje

### (H15-H19) Okvare beločnice in roženice
- (H15) Okvare beločnice
  - (H15.0) Skleritis
  - (H15.1) Episkleritis
  - (H15.1) Druge okvare beločnice
    - Ekvatorski stafilom
    - Skleralna ektazija

- (H16) Vnetje roženice (keratitis)
  - (H16.0) Roženični ulkus (čir)
    - Moorenov ulkus

  - (H16.1) Druge vrste površinski keratitis brez konjunktivitisa
    - Fotokeratitis
    - Snežna slepota

  - (H16.2) Keratokonjunktivitis
    - Ophtalmia nodosa

  - (H16.3) Intersticijski in globoki keratitis
  - (H16.4) Roženična neovaskularizacija

- (H17) Roženične brazgotine in motnjave
- (H17.0) Adherentni levkom
- (H17.1) Druge vrste centralna motnjava roženice
- (H17.8) Druge roženične brazgotine in motnjave
- (H17.9) Roženična brazgotina in motnjava, neopredeljena

- (H18) Druge okvare roženice
  - (H18.0) Roženične pigmentacije in depoziti
    - Hematokornea
    - Kayser-Fleischerjev obroč
    - Krukenbergovo vreteno
    - Staehlijeva črta

  - (H18.1) Bulozna keratopatija
  - (H18.2) Druge vrste roženični edem
  - (H18.3) Spremembe v roženičnih membranah
  - (H18.4) Degeneracija roženice
    - Arcus senilis
    - Pasasta degeneracija

  - (H18.5) Hereditarne distrofije roženice
    - Fuchsova distrofija

  - (H18.6) Keratokonus
  - (H18.7) Druge roženične deformacije
    - Roženična ektazija
    - Roženični stafilom
    - Descemetokela

  - (H18.8) Druge opredeljene okvare roženice
    - Anestezija roženice
    - Hipestezija roženice
    - Recidivirajoča erozija roženice

  - (H18.9) Okvara roženice, neopredeljena

- (H19) Okvare beločnice in roženice pri boleznih, uvrščenih drugje
  - (H19.0) Skleritis in episkleritis pri boleznih, uvrščenih drugje
  - (H19.1) Herpesvirusni keratitis in keratokonjunktivitis
  - (H19.2) Keratitis in keratokonjunktivitis pri drugih infekcijskih in parazitskih boleznih, uvrščenih drugje
  - (H19.3) Keratitis in keratokonjunktivitis pri drugih boleznih, uvrščenih drugje
    - Suhi keratokonjunktivitis (Keratokonjunktivitis sicca)

  - (H19.8) Druge okvare sclera and cornea pri boleznih, uvrščenih drugje
    - Keratokonus pri Downovem sindromu

### (H20-H22) Okvare šarenice in ciliarnika
- (H20) Iridociklitis
  - (H20.0) Akutni in subakutni iridociklitis
    - Sprednji uveitis
    - Ciklitis
    - Iritis

  - (H20.1) Kronični iridociklitis
  - (H20.2) Fakolitični iridociklitis
  - (H20.8) Drugi iridociklitisi
  - (H20.9) Iridociklitis, neopredeljen

- (H21) Druge bolezni šarenice in ciliarnika
  - (H21.0) Hifema
  - (H21.1) Druge žilne okvare šarenice in ciliarnika
    - Novonastale žile šarenice ali ciliarnika
    - Rubeoza šarenice

  - (H21.2) Degeneracija šarenice in ciliarnika
    - Atrofija šarenice
    - Presvetljiva šarenica
    - Iridoschisis

  - (H21.3) Cista šarenice, ciliarnika in sprednjega prekata
  - (H21.4) Zenične membrane
  - (H21.5) Druge zarastline in raztrganine šarenice in ciliarnika
    - Goniosinehije
    - Iridodializa
    - Zarastline (šarenica)

  - (H21.8) Druge opredeljene okvare šarenice in ciliarnika
  - (H21.9) Okvara šarenice in ciliarnika, neopredeljena

- (H22) Okvare šarenice in ciliarnika pri boleznih, uvrščenih drugje

### (H25-H28) Okvare leče
- (H25) Starostna siva mrena
  - (H25.0) Starostna začetna siva mrena
    - Vodne razpoke ("water clefts")

  - (H25.1) Starostna nuklearna siva mrena
    - Cataracta brunescens
    - Siva mrena s sklerozo jedra

  - (H25.2) Starostna siva mrena tipa Morgagni
  - (H25.8) Druge vrste starostna siva mrena
  - (H25.9) Starostna siva mrena, neopredeljena

- (H26) Druge sive mrene (katarakte)
  - (H26.0) Infantilna, juvenilna in presenilna siva mrena
  - (H26.1) Poškodbena siva mrena
  - (H26.2) Cataracta complicata
  - (H26.3) Siva mrena, ki jo inducirajo zdravila
  - (H26.4) Sekundarna siva mrena
    - Soemmerringov obroč

  - (H26.8) Druge vrste opredeljena siva mrena
  - (H26.9) Siva mrena, neopredeljena

- (H27) Druge okvare leče
  - (H27.0) Afakija
  - (H27.1) Dislokacija leče

- (H28) Siva mrena (katarakta) in druge okvare leče pri boleznih, uvrščenih drugje

### (H30-H36) Okvare žilnice in mrežnice
- (H30) Horioretinalno vnetje (žilno-mrežnično)
  - (H30.0) Fokalno horioretinalno vnetje
  - (H30.1) Diseminirano horioretinalno vnetje
  - (H30.2) Zadajšni ciklitis
    - Pars planitis

  - (H30.8) Druga horioretinalna vnetja
    - Haradova bolezen

  - (H30.9) Horioretinalno vnetje, neopredeljenao
    - Horioretinitis BDO
    - Horoiditis BDO
    - Fuchs spot BDO
    - Retinitis BDO
    - Retinohoroiditis BDO

- (H31) Druge okvare žilnice
  - (H31.0) Horioretinalne brazgotine
    - Sončna retinopatija

  - (H31.1) Degeneracija žilnice
    - Atrofija žilnice
    - Skleroza žilnice

  - (H31.2) Dedne distrofije žilnice
    - Horoideremija
    - Atrophia gyrata žilnice

  - (H31.3) Krvavitev v žilnici in ruptura žilnice
  - (H31.4) Odstop žilnice
  - (H31.8) Druge opredeljene okvare žilnice
  - (H31.9) Okvara žilnice, neopredeljena

- (H32) Horioretinalne okvare (žilnomrežnične) pri boleznih, uvrščenih drugje

- (H33) Odstopi in raztrganine mrežnice
  - (H33.0) Odstop mrežnice z raztrganino mrežnice
  - (H33.1) Retinoshiza in mrežnične ciste
    - Cista ore serate
    - Parazitska cista mrežnice BDO
    - Psevdocista mrežnice

  - (H33.2) Serozni odstop mrežnice
  - (H33.3) Raztrganine mrežnice brez odstop mrežnice
  - (H33.4) Trakcijski odstop mrežnice
    - Proliferativna vitreoretinopatija z odstopom mrežnice

  - (H33.5) Drugi odstopi mrežnice

- (H34) Okluzije mrežničnih žil
  - (H34.0) Prehodna okluzija mrežnične arterije
  - (H34.1) Okluzija centralne mrežnične arterije
  - (H34.2) Druge okluzije mrežničnih arterij
    - Hollenhorstov plak

  - (H34.8) Druge okluzije mrežničnih žil
    - Centralna okluzija mrežničnih ven

  - (H34.9) Okluzija mrežničnih žil, neopredeljena

- (H35) Druge okvare mrežnice
  - (H35.0) Retinopatija očesnega ozadja in mrežnične žilne spremembe
    - Hipertenzivna retinopatija
    - Coatsova retinopatija

  - (H35.1) Prematurna retinopatija
    - Retrolentalna fibroplazija

  - (H35.12) Druge vrste proliferativna retinopatija
    - Proliferativna vitreoretinopatija

  - (H35.3) Degeneracija makule in zadajšnega pola
    - Degenerativne makule
    - Kuhnt-Juniusova degeneracija
    - Toksična makulopatija

  - (H35.4) Periferna degeneracija mrežnice
  - (H35.5) Hereditarna distrofija mrežnice
    - Retinitis pigmentosa
    - Stargardtova bolezen

  - (H35.6) Mrežnična krvavitev
  - (H35.7) Razslojitev mrežničnih plasti
    - Centralna serozna horioretinopatija

  - (H35.8) Druge opredeljene okvare mrežnice
  - (H35.9) Okvara mrežnice, neopredeljena

- (H36) Okvare mrežnice pri boleznih, uvrščenih drugje

### (H40-H42) Glavkom (zelena mrena)
- (H40) Glavkom
  - (H40.0) Suspektni glavkom
    - Zvišan očesni tlak

  - (H40.1) Primarni glavkom z odprtim zakotjem
  - (H40.2) Primarni glavkom z zaprtim zakotjem
  - (H40.3) Sekundarni glavkom po poškodbi očesa
  - (H40.4) Sekundarni glavkom po vnetju očesa
  - (H40.5) Sekundarni glavkom pri drugih okvarah očesa
  - (H40.6) Sekundarni glavkom zaradi zdravil
  - (H40.8) Druge vrste glavkom
  - (H40.9) Glavkom, neopredeljen

- (H42) Glavkom pri boleznih, uvrščenih drugje

### (H43-H45) Okvare steklovine in zrkla
- (H43) Okvare steklovine
  - (H43.0) Prolaps steklovine
  - (H43.1) Krvavitev v steklovino
  - (H43.2) Kristalinski depoziti v steklovini
  - (H43.3) Druge motnjave v steklovini
  - (H43.8) Druge okvare steklovine
    - Odstop steklovine
    - Degeneracija steklovine

  - (H43.9) Okvara steklovine, neopredeljena

- (H44) Okvare zrkla
  - (H44.0) Gnojni endoftalmitis
    - Panoftalmitis
    - Steklovinski absces

  - (H44.1) Druge vrste endoftalmitisa
    - Simpatični uveitis
    - Parazitski endoftalmitis

  - (H44.2) Degenerativna kratkovidnost
  - (H44.3) Druge degenerativne okvare zrkla
    - Halkoza
    - Sideroza očesa

  - (H44.4) Hipotonija očesa
  - (H44.5) Degenerirana stanja zrkla
    - Absolutni glavkom
    - Atrofija zrkla
    - Phthisis bulbi

  - (H44.6) Zaostali (stari) intraokularni tujek, magnetni
  - (H44.7) Zaostali (stari) intraokularni tujek, nemagnetni
  - (H44.8) Druge okvare zrkla
    - Hemoftalmus
    - Luksacija zrkla

  - (H44.9) Okvara zrkla, neopredeljena

- (H45) Okvare steklovine in zrkla pri boleznih, uvrščenih drugje

### (H46-H48) Okvare vidnega živca in vidnih prog
- (H46) Optični nevritis
  - Optična nevropatija, razen ishemične
  - Optični papilitis
  - Retrobulbarni nevritis BDO
  - Izključeno:
    - ishemična optična nevropatija (H47.0)
    - neuromyelitis optica [Devic] (G36.0)

- (H47) Druge okvare vidnega živca in vidnih prog
  - (H47.0) Okvare vidnega živca, ki niso uvrščene drugje
    - Kompresija vidnega živca
    - Krvavitev v ovojnico vidnega živca
    - Ishemična optična nevropatija

  - (H47.1) Edem papile, neopredeljen
  - (H47.2) Atrofija vidnega živca
    - Temporalna obledelost papile

  - (H47.3) Druge okvare papile
    - Druze papile
    - Pseudopapilloedema

  - (H47.4) Okvare kjazme (chiasma opticum)
  - (H47.5) Okvare drugih delov vidnih prog
    - Okvare traktusa (vidnega povezka), genikulatnih jeder in optične radiacije

  - (H47.6) Okvare vidne skorje
  - (H47.7) Okvara vidnih prog, neopredeljena

- (H48) Okvare vidnega živca (2.) in vidnih prog pri boleznih, uvrščenih drugje

### (H49-H52) Okvare očesnih mišic, binokularnega gibanja, akomodacije in refrakcije
- (H49) Paralitično škiljenje
  - (H49.0) Ohromelost tretjega možganskega živca (okulomotoriusa)
  - (H49.1) Ohromelost četrtega možganskega živca (trohlearisa)
  - (H49.2) Ohromelost četrtega možganskega živca (abducensa)
  - (H49.3) Popolna (zunanja) oftalmoplegija
  - (H49.4) Progresivna zunanja oftalmoplegija
  - (H49.8) Druge vrste paralitično škiljenje
    - Zunanja oftalmoplegija BDO
    - Kearns-Sayrejev sindrom

  - (H49.9) Paralitično škiljenje, neopredeljeno

- (H50) Druge vrste škiljenje
  - (H50.0) Konvergentno konkomitantno škiljenje
    - Ezotropija (alternirajoča)(monokularna), razen intermitentne

  - (H50.1) Divergentno konkomitantno škiljenje
    - Eksotropija (alternirajoča)(monokularna), razen intermitentne

  - (H50.2) Navpično škiljenje
    - Hipertropija
    - Hipotropija

  - (H50.3) Intermitentna heterotropija
  - (H50.4) Druge vrste in neopredeljene heterotropije
    - Konkomitantno škiljenje BDO
    - Ciklotropija
    - Mikrotropija
    - Monofiksacijski sindrom

  - (H50.5) Heteroforija
    - Alternirajoča heteroforija
    - Ezoforija
    - Eksoforija

  - (H50.6) Mehansko škiljenje
    - Brownov ovojnični sindrom
    - Škiljenje zaradi sinehij
    - Omejena gibljivost očesne mišice zaradi poškodbe

  - (H50.8) Druge vrste opredeljeno škiljenje
    - Duanov sindrom

  - (H50.9) Škiljenje, neopredeljeno

- (H51) Druge okvare binokularnega gibanja
  - (H51.0) Ohromelost konjugiranega pogleda
  - (H51.1) Insuficienca in eksces konvergence
  - (H51.2) Internuklearna oftalmoplegija
  - (H51.8) Druge opredeljene okvare binokularnega gibanja
  - (H51.9) Okvara binokularnega gibanja, neopredeljena

- (H52) Okvare refrakcije in akomodacije
  - (H52.0) Daljnovidnost (mipermetropija)
  - (H52.1) Kratkovidnost (miopija)
  - (H52.2) Astigmatizem
  - (H52.3) Anizometropija in anizeikonija
  - (H52.4) Starostna slabovidnost (presbiopija)
  - (H52.5) Okvare akomodacije
  - (H52.6) Druge refrakcijske okvare
  - (H52.7) Refrakcijska okvara, neopredeljena

### (H53-H54) Motnje vida in slepota
- (H53) Motnje vida
  - (H53.0) Amblyopia ex anopsia
    - Amblyopia

  - (H53.1) Subjektivne motnje vida
    - Astenopija
    - Hemeralopija
    - Metamorfopsija
    - Fotofobija (bleščavost)
    - Scotoma scintillans
    - Nenadna izguba vida
    - Zameglitev vida

  - (H53.2) Diplopija
    - Dvojni vid

  - (H53.3) Druge okvare binokularnega gibanja
    - Supresija binokularnega vida
    - Nepravilna retinalna korespondenca

  - (H53.4) Izpadi v vidnem polju
    - Povečana slepa pega
    - Hemianopsija (heteronimna)(homonimna)
    - Kvadrantni izpadi
    - Skotom

  - (H53.5) Izpadi v razlikovanju barv
    - Akromatopsija
    - Barvna slepota
    - Devteranomalija
    - Devteranopija
    - Protanomalija
    - Protanopija
    - Tritanomalija
    - Tritanopija

  - (H53.6) Nočna slepota
  - (H53.8) Druge motnje vida
  - (H53.9) Motnja vida, neopredeljena

- (H54) Slepota in slabovidnost
  - (H54.0) Slepota obeh očes
  - (H54.1) Slepota enega očesa, slabovidnost drugega očesa
  - (H54.2) Slabovidnost obeh očes
  - (H54.3) Nekvalificirana izguba vida obeh očes
  - (H54.4) Slepota enega očesa
  - (H54.5) Slabovidnost enega očesa
  - (H54.6) Nekvalificirana izguba vida enega očesa
  - (H54.7) Neopredeljena izguba vida

### (H55-H59) Druge okvare očesa in adneksov
- (H55) Nistagmus in drugi nepravilni očesni gibi

- (H57) Druge okvare očesa in adneksov
  - (H57.0) Nepravilnosti zeničnih funkcij
  - (H57.1) Očesna bolečina
  - (H57.8) Druge opredeljene okvare očesa in adneksov
  - (H57.9) Okvare očesa in adneksov, neopredeljena

- (H58) Druge okvare očesa in adneksov pri boleznih, uvrščenih drugje
  - (H58.0) Nepravilnosti zeničnih reakcij pri boleznih, uvrščenih drugje
    - Argyll Robertsonov fenomen ali zenica, sifilitični

- (H59) Okvare očesa in adneksov po posegih, ki niso uvrščene drugje